# Karol Szymanowski

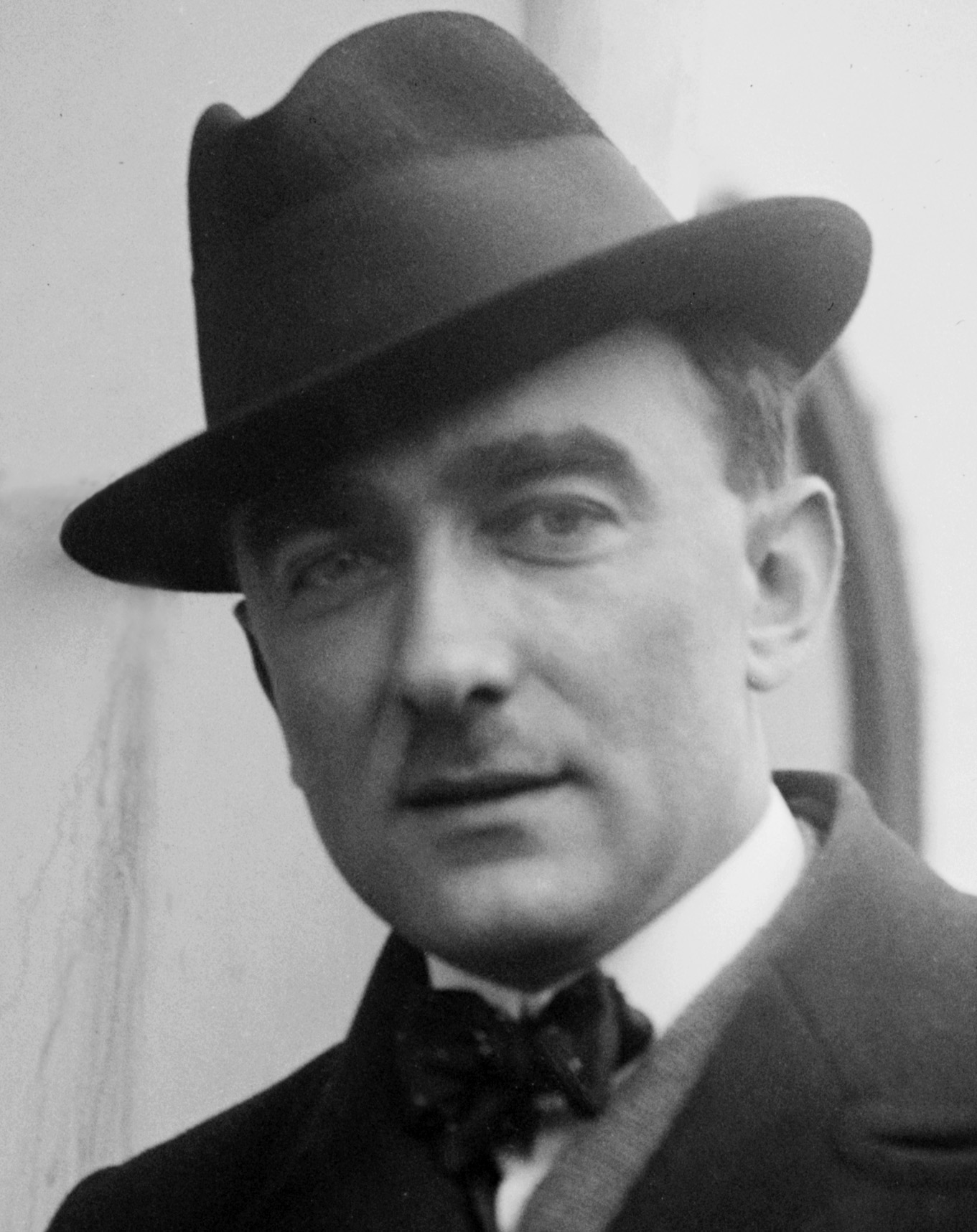

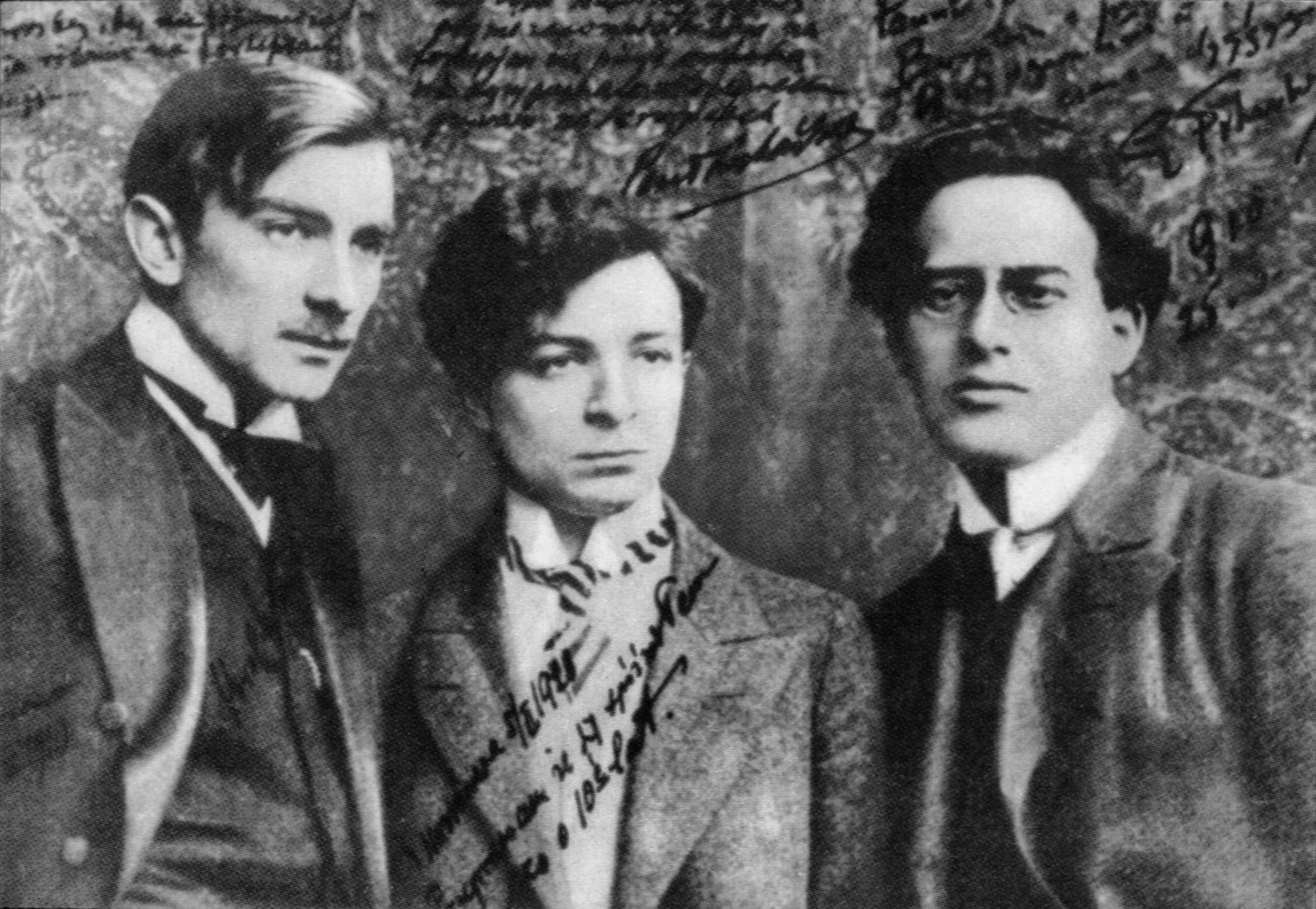
Szymanowski met zijn vrienden Kochański en Fitelberg

Villa Atma in Zakopane, waar Szymanowski sinds 1930 woonde. Het houten huis, gebouwd in 1890, herbergt nu het Karol Szymanowski-museum

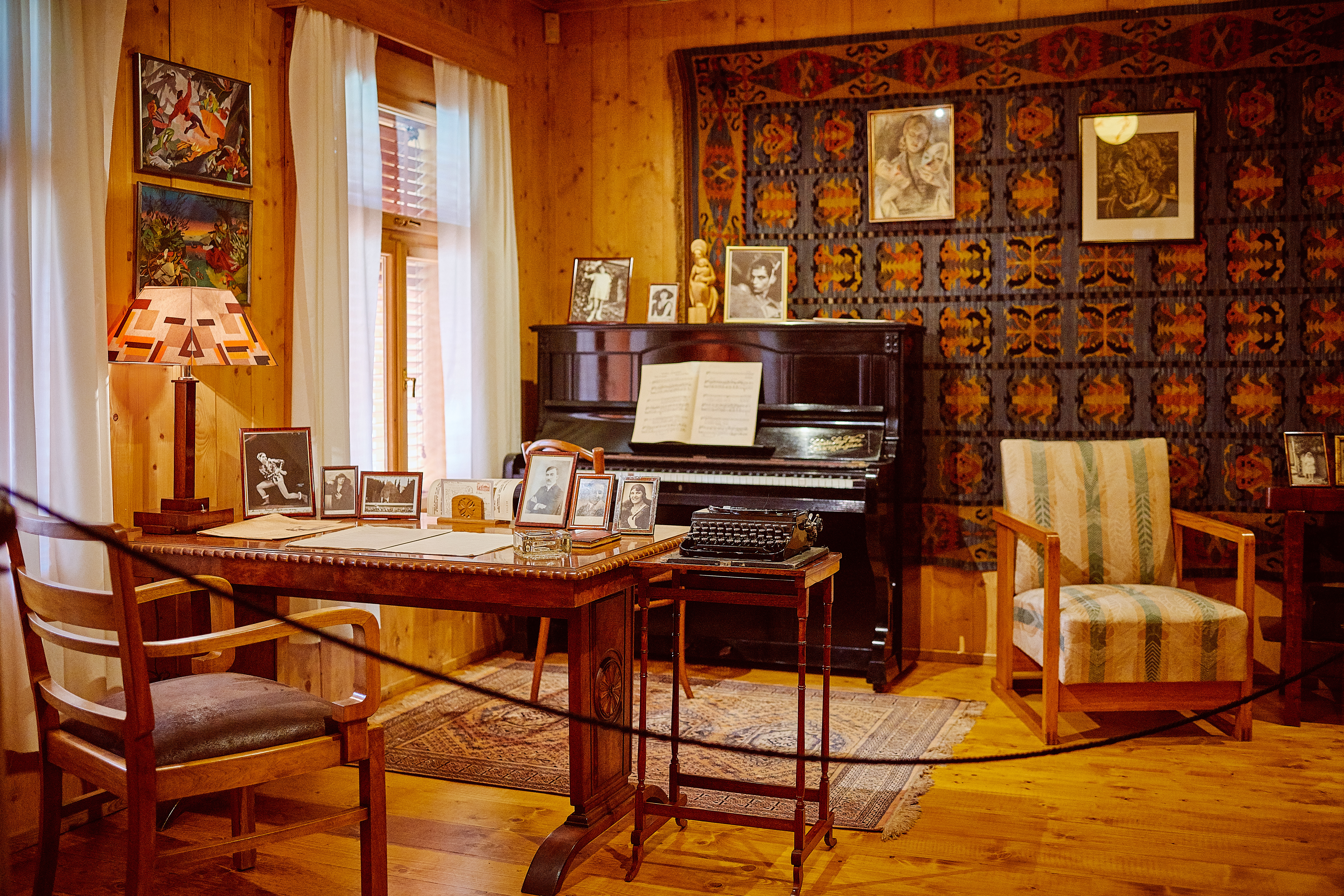
Szymanowski's werkkamer in Villa Atma

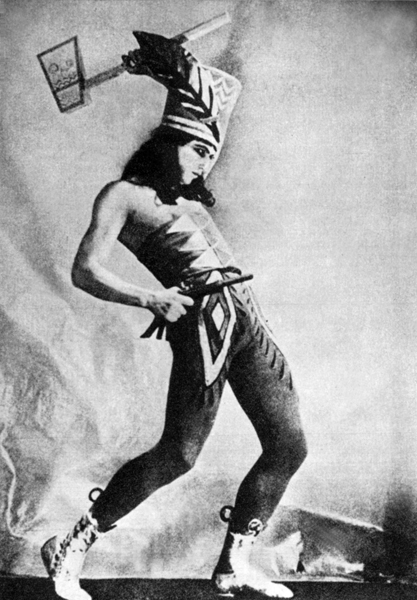
Serge Lifar, die met Szymanowski bevriend was en wel bij hem logeerde, als danser in het ballet Harnasie (1936)

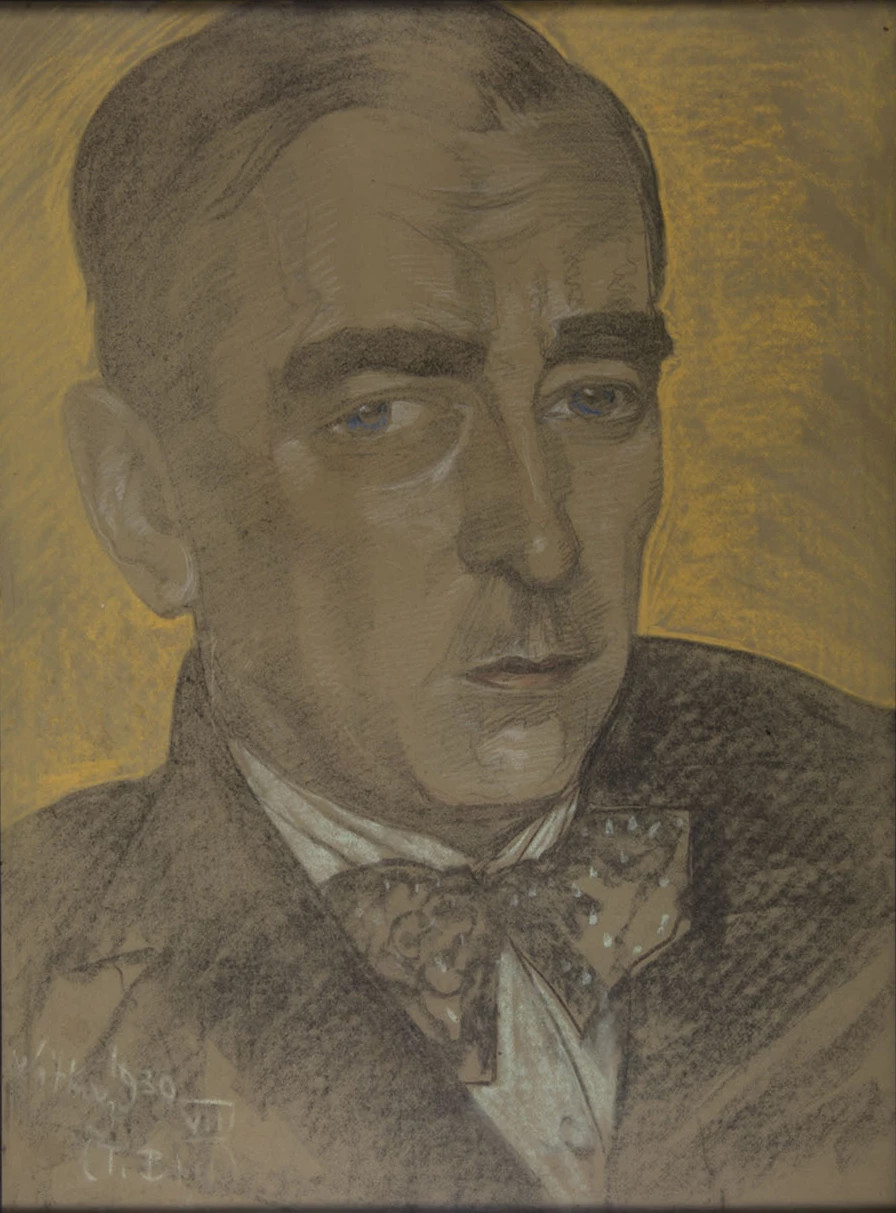
Karol Szymanowski in 1930 geportretteerd door Witkacy (Stanisław Ignacy Witkiewicz, 1885-1939)

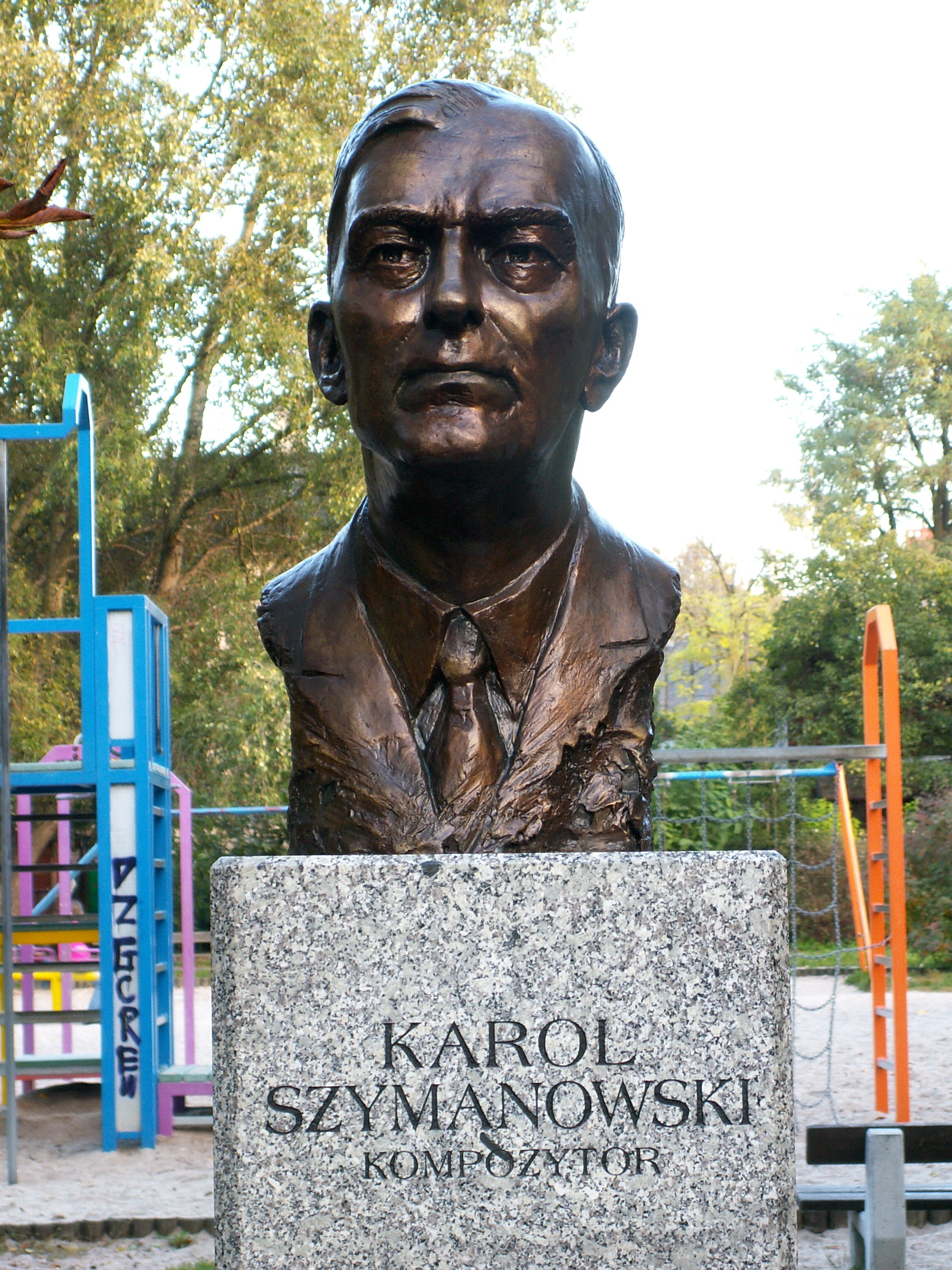
Buste van Karol Szymanowski

Karol Maciej Szymanowski (Tymoszówka (Oekraïne, district Kiev), 6 oktober 1882 – Lausanne, 29 maart 1937) was een Pools componist.

## Biografie
Hij werd geboren op het landgoed van zijn familie in het Gouvernement Kiev, een onderdeel van het toenmalige Rusland, nu gelegen in Oekraïne. Hij stamde uit een oude Poolse familie, de Korwin-Szymanowscys. Zijn vader, Stanislaw Korwin-Szymanowski, was een Poolse landeigenaar. Anna Taube, zijn moeder, was van Zweedse adel. Beiden hielden veel van kunst, en hun vijf kinderen kozen ook voor de kunst als beroep: musicus, dichter en schilder. Szymanowski's eerste muzikale onderricht kreeg hij van zijn vader; daarna kreeg hij onderwijs van Gustav Neuhaus, een familielid. Neuhaus had een school in Jelisavetgrad, het tegenwoordige Kropyvnytsky. Van 1901-1904 studeerde hij verder in Warschau, waar hij privélessen genoot bij Marek Zawirski voor harmonie en Zygmunt Noskowski voor contrapunt en compositie.

## Werk
In zijn eerste decennium als componist richtte Szymanowski in 1905, tezamen met de dirigent Grzegorz Fitelberg, de componist Ludomir Różycki en de pianist en componist Apolinary Szeluto de groep "Jong Polen" op, met als doel het publiceren en promoten van de nieuwe Poolse muziek in binnen- en buitenland. Gedurende de jaren 1907-1914 reisde hij kriskras door Europa en woonde en werkte hij in die periode afwisselend in Duitsland, Italië, Frankrijk en Engeland, waar hij sterk beïnvloed werd door de laatromantische stijl van Wagner, Strauss, Brahms en Reger en het impressionisme van Debussy en Skriabin.
Van 1908-1909 werkte hij aan De mannenloterij, een operette in drie akten en in 1913 aan Hagith, een opera in een akte.
Gedurende de jaren 1914-1917 verbleef hij op het familielandgoed in Tymoszówka, waar hij zich intensief bezighield met studeren en componeren. In 1917 werd tijdens de Russische Revolutie het familieverblijf in Tymoszówka volledig verwoest, waardoor Szymanowski moest verhuizen naar het nabijgelegen Elisavetgrad.
De daarop volgende twee jaar hield hij zich bezig met het schrijven van een roman, genaamd Efebos (= Efebe), die verloren ging in de grote brand van Warschau in 1939. In 1918 begon hij aan zijn opera Krol Roger (= Koning Roger). Eind 1919 vestigde hij zich in Warschau. Szymanowski, die homoseksueel was, had in deze periode een verhouding met de jeugdige Russische danser en librettist Boris Kochno. Na de Eerste Wereldoorlog begon hij vernieuwende pianomuziek en liederen te schrijven, zoals de twintig mazurka's opus 50, variaties op de romantische mazurka's van Frédéric Chopin, maar nu écht getrouw aan de Mazurische volksmuziek. De overbekende ritmes van Chopin zijn door Szymanowski voorzien van aan Béla Bartók herinnerende Slavische volksmelodieën. Szymanowski's werken uit de laatste twintig jaar van zijn leven vertonen een onmiddellijk herkenbare helderheid en sprankelend optimisme.  
Vanaf het begin van de jaren twintig ging hij twee keer naar de Verenigde Staten op concerttournee, samen met zijn vrienden, de violist Pawel Kochański en de pianist Artur Rubinstein. Deze tournees verliepen bijzonder succesvol, waardoor hij zeer populair was. Gedurende de jaren 1924-1926 nam ook zijn populariteit in eigen land toe, hoewel hij nog steeds tegenwerking ondervond uit de conservatieve hoek. Ook was hij veel in Parijs, waar zijn concerten zeer in trek waren.
Zijn opera Krol Roger ging in 1926 in première en in 1927 werd hij gevraagd als directeur van de conservatoria van zowel Warschau als Caïro, waarop hij toch Warschau verkoos, ondanks een betere betaling in Caïro en een klimaat dat beter voor zijn tuberculose was. 
In 1930 werd hij benoemd tot directeur van het conservatorium van Warschau en eredoctor aan de Jagiellonische Universiteit van Krakau. Hij was nu alom gevierd en was tevens druk doende een nieuwe meer expressionistische stijl te ontwikkelen. Vanwege zijn gezondheid, als gevolg van zijn tuberculose, gaf hij in 1932 zijn post als directeur van het conservatorium op. Tussen zijn verblijven in diverse Zwitserse sanatoria in beleefde hij in april 1936 nog een groots succes met het ballet Harnasie, dat in Praag in première ging. In 1937 overleed hij, kort nadat hij in een sanatorium in Lausanne opgenomen was.

## Werken

### Symfonische werken
- Symfonie nr. 1 in f klein (1907-1908)
- Symfonie nr. 2 in B groot (1909-1910)
- Symfonie nr. 3, 'Lied van de Nacht' (1914-1916)
- Vioolconcert nr. 1 (1916)
- Symfonie nr. 4, Symphonie Concertante voor piano en orkest, (1932)
- Vioolconcert nr. 2 (1932-1933)

### Opera's
- Hagith, opera in een akte (1913)
- Król Roger, opera in drie akten (1918-1924)

### Operette
- De mannenloterij, operette in drie akten (1908-1909)

### Ballet
- Harnasie, balletpantomime in drie akten (1923-1931)

### Piano
- Preludes (1900)
- Etudes opus 4 en 33 (1902 en 1916)
- Metopes (1915)
- Masques (1916)
- Drie sonates
- Mazurka's
- Variations in B flat minor, Op. 3

### Overige werken
- Mythen, voor viool en piano (1915)
- Prins Potemkin, muziek voor kamerorkest; de vijfde akte van het drama van T. Micinski (1925)
- Stabat Mater, voor solo-stemmen, gemengd koor en orkest (1925-1926)
- Drie Paganinicapriccio's, voor viool en piano (1918)
- Strijkkwartet nr. 1, opus 37 (1917)
- Strijkkwartet nr. 2, opus 56 (1927)
- Nocturne and tarantella voor viool en piano

## Orkestliederen
- 3 delen uit gedichten van Jan Kasprowicz op.5, voor solostem en orkest, 1902
- Salome (Kasprowicz) op.6 & Penthesilea op.18 voor sopraan en orkest, 1912
- Piesni milosne Hafiza (liefdesliederen van Hafiz), op.26, 1914
- Piesni ksiezniczki z basni (Liederen van de sprookjesprinses), op. 31, 1933
- Demeter op.37b (naar Euripides' Bacchanten), & Agave, op.39, voor alt, vrouwenkoor en orkest, 1917-24
- Piesni muezina szalonego (Liederen van de verdwaasde muezzin), op.42, 1934